# Bamun

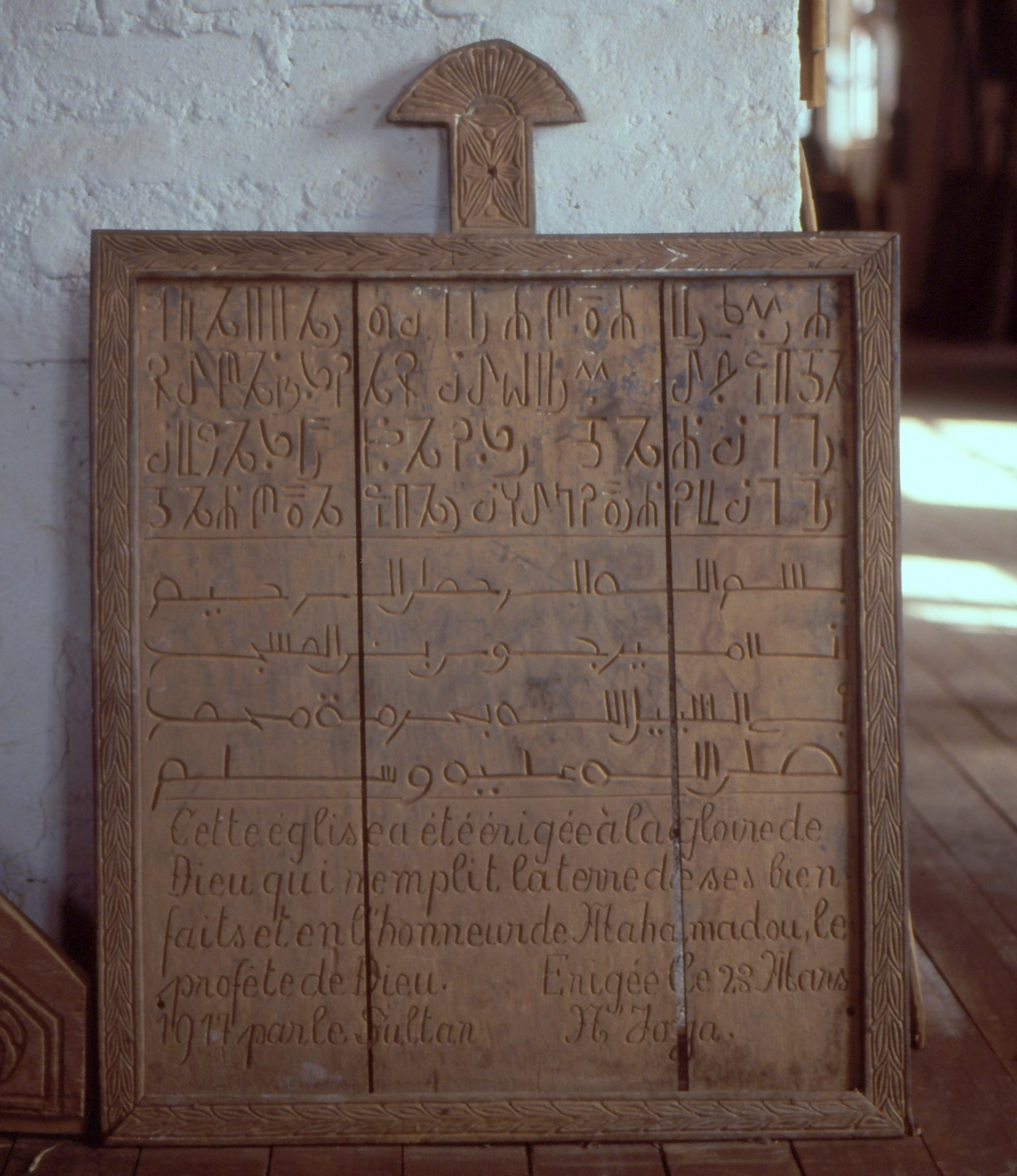
Schrifttafel im Museum von Foumban

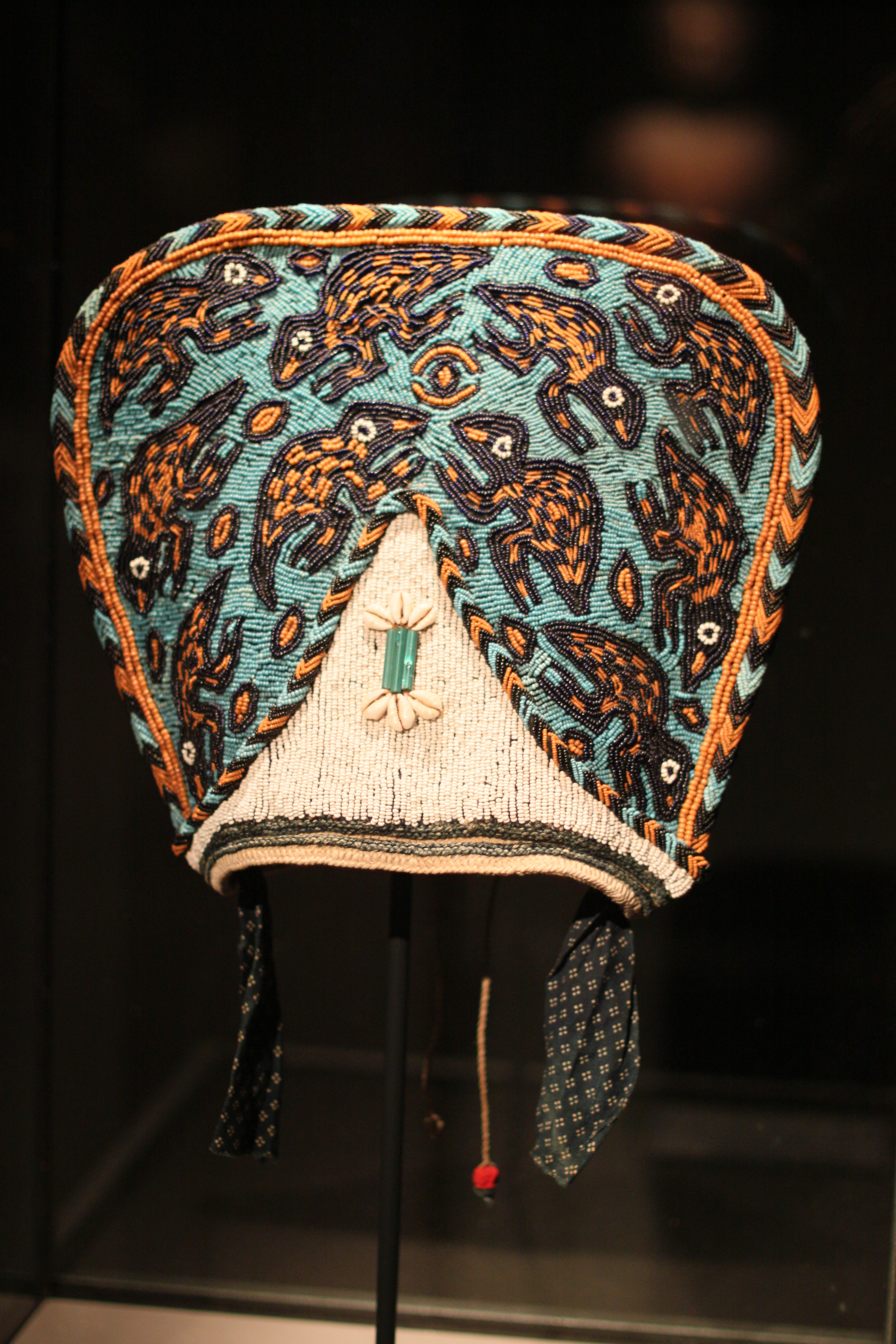
Die Königshaube, Berlin. Raphiagewebe, Glasperlen, Kaurischnecken. Geschenk von König Njoya 1908 an den Kolonialherren Kaiser Wilhelm II.

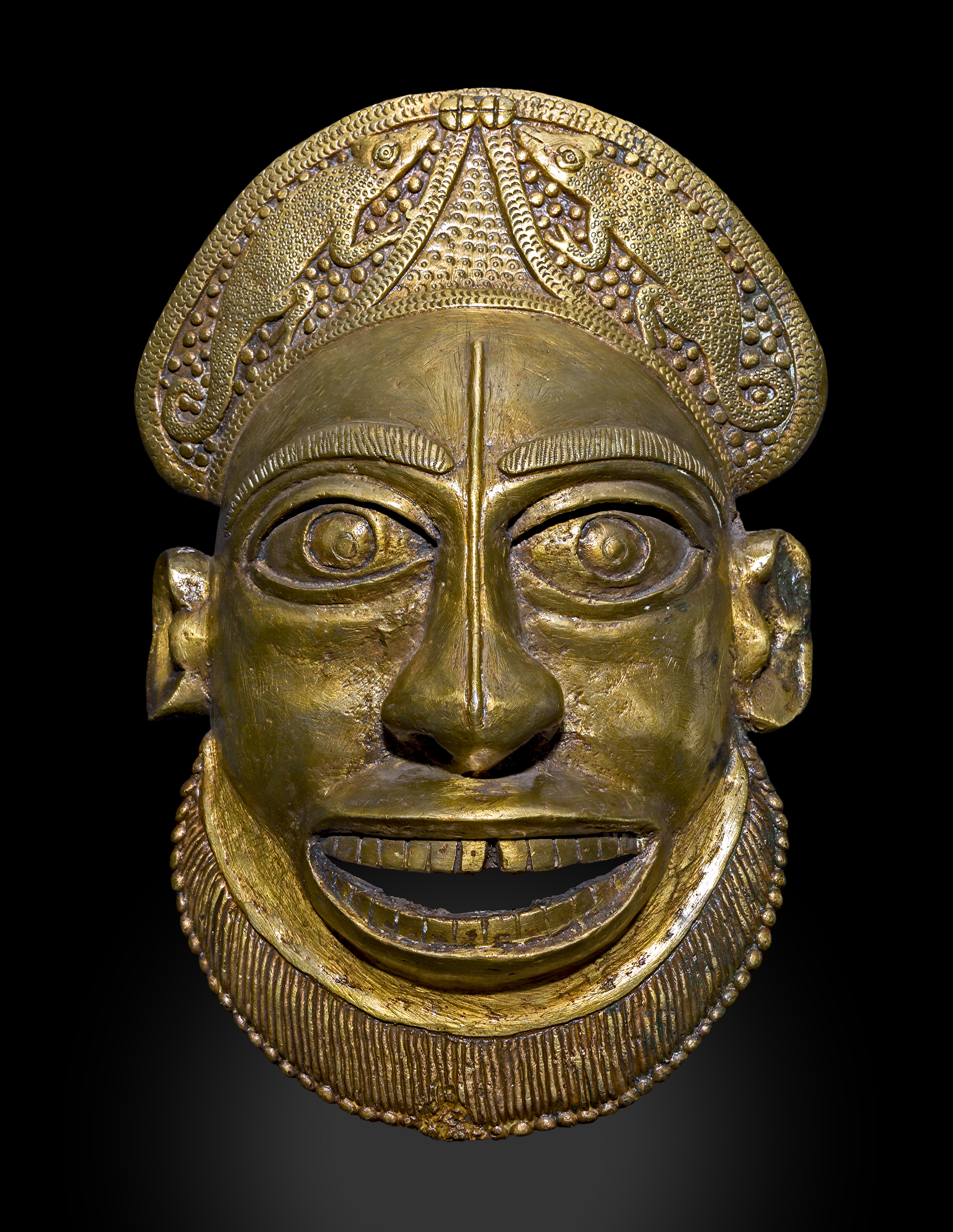
Bronze-Maske, Sammlung Henri Labouret erworben 1935, Museum von Toulouse

Die Bamun, auch Bamum oder Mamum (frz. Schreibung Bamoun, Mamoun oder Mamoum), sind eine westafrikanische Volksgruppe in Kamerun mit ca. 215.000 Angehörigen, welche überwiegend im Königreich Bamum leben. Sie machen damit weniger als zwei Prozent der Gesamtbevölkerung Kameruns aus.

## Siedlungsgebiet
Die Bamun sind hauptsächlich im sogenannten Bamun-Plateau im Westen von Kamerun ansässig, einer auf durchschnittlich 1200 m hoch gelegenen fruchtbaren Grasebene vulkanischen Ursprungs. Ihr kulturelles, politisches und religiöses Zentrum bildet die Hauptstadt ihres Königreichs Foumban (ca. 113.100 Einwohnern), welche den Palastbezirk des Sultans und Königs der Bamun sowie die größte Moschee der Region beherbergt.

## Herkunft und Geschichte
Die Geschichte der Bamun ist über die Jahrhunderte mündlich weitergegeben und im frühen 20. Jahrhundert aufgeschrieben worden. Sie schildert die Entwicklung bis hin zur Herrschaft des ersten Königs Nchare Yen (1394–1418), welcher als Anführer einer kleinen Gruppe von Menschen aus dem weiter nordöstlich gelegenen damaligen Land der Tikar kommend einige kleine Staaten jenseits des Flusses Mbam unterwerfen konnte. Seine Nachfolger dehnten das beherrschte Gebiet weiter aus. In ihrem heutigen Siedlungsgebiet sind die Bamun erst seit dem 18. Jahrhundert ansässig. Dabei verdrängten sie aus diesem Gebiet allmählich das Volk der Bamileke, welches sich nach einer ähnlichen Wanderung zunächst im heutigen Bamun-Land angesiedelt hatte.
Die traditionelle Geschichte der Bamun schildert diesen Prozess folgendermaßen: Unter der Führung des Königs Nchare Yen überquerte eine Gruppe von 200 bis 300 Menschen den Fluss Mbam und unterwarf sieben kleinere Fürstentümer um den Ort Dschimom. Nchare Yen erklärte daraufhin die Gründung des Staats der Bamun und Djimom wurde seine erste Hauptstadt. Von dort aus eroberte Nchare Yen einige Dutzend weiterer kleiner Fürstentümer und die Stadt Foumban, welche er zu seiner neuen Hauptstadt erklärte. Er beherrschte bei seinem Tode ein Gebiet von einem Durchmesser von ca. 30 km, welches von etwa 25.000 Untertanen bevölkert war. Sein Königreich vererbte er an einen seiner Söhne.
Seine Nachfolger konnten das Reich gegen die umgebenden Staaten behaupten. König Mbumbuo Mandu, der als elfter Abkömmling der Dynastie zum Ende des 18. Jahrhunderts herrschte, gelang es, das Bamun-Gebiet bis an die Flüsse Mbam und Nun auszuweiten. Seine Fläche wurde dabei fast vervierfacht auf ca. 7700 km² und erreichte ungefähr die heutige Ausdehnung. Die Bevölkerungszahl erreichte ca. 60.000.

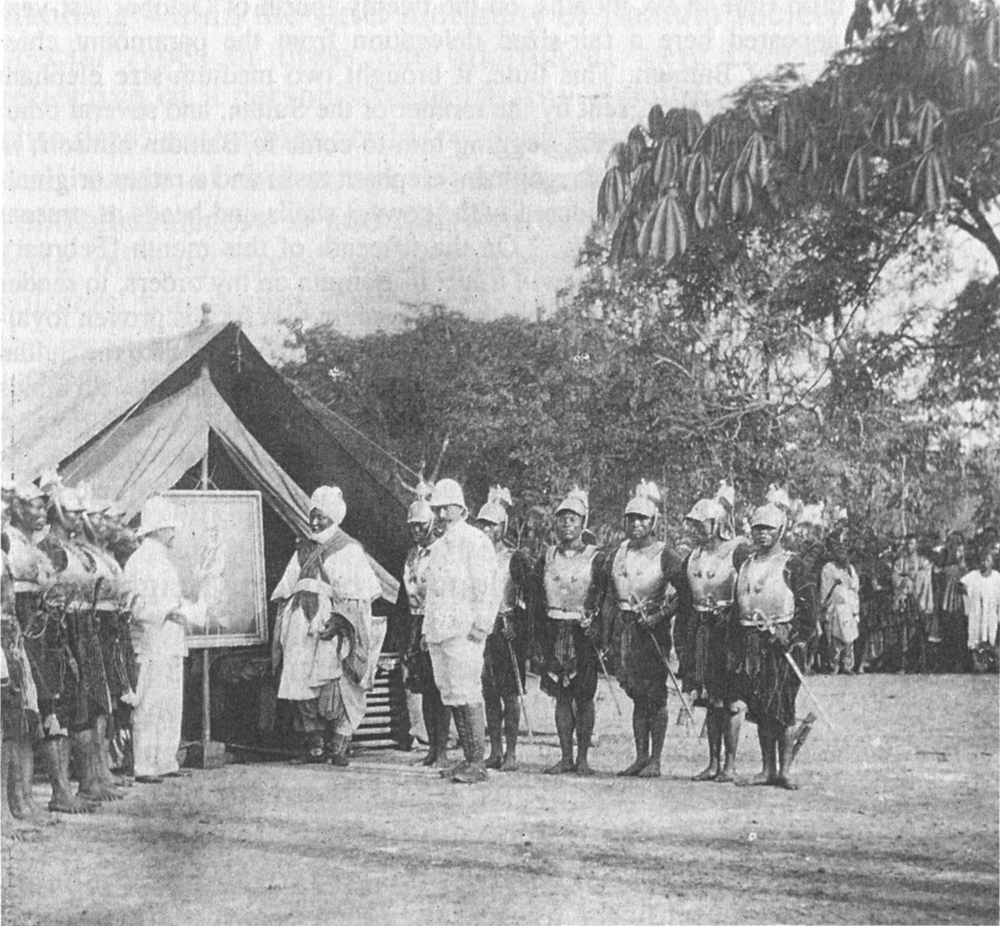
König Njoya erhält ein Ölgemälde mit dem Porträt des Kaisers Wilhelm als Geschenk.

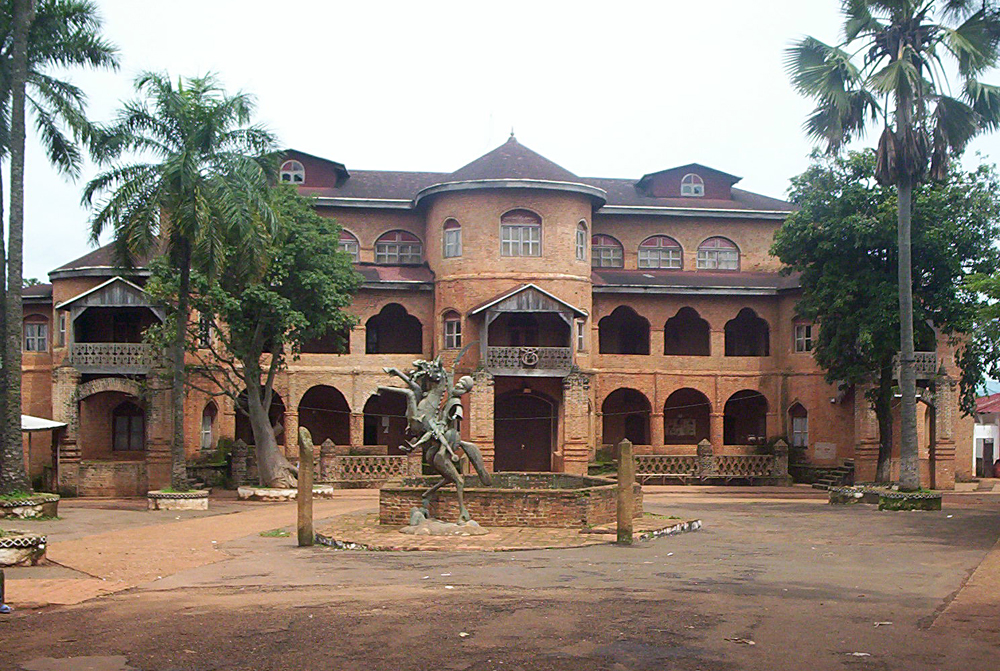
Der heutige Sultanspalast in Foumban, der Hauptstadt der Bamun

Während der Regentschaft des Königs Njoya (1894–1924) kam es zum Kontakt mit Repräsentanten des deutschen Kaiserreichs. Deutschland bemühte sich damals um die Kolonisation Kameruns. Njoya hatte die Übermacht der Ankömmlinge erkannt und suchte den Ausgleich mit ihnen. Er war von der deutschen Kultur beeindruckt und sogar davon überzeugt, sie mit der Kultur der Bamun vereinen zu können. Dazu gründete er Schulen, entwickelte eine eigene Schrift (Bamun-Schrift) und führte politische Reformen durch, welche den wirtschaftlichen Wohlstand seines Reiches förderten. Beeindruckt von Bildern aus Deutschland ließ er den alten Holzpalast von Foumban abreißen und den an der norddeutschen Backstein-Bauweise orientierten heutigen Palast erbauen. Als Zeichen großen Respekts schenkte Njoya dem deutschen Kaiser Wilhelm II. im Jahre 1908 sogar das heiligste Symbol seiner königlichen Würde, einen wertvollen perlenbesetzten Thron, zum Geburtstag. Im Gegenzug erhielt er vom Kaiser eine deutsche Kürassier-Uniform der Kaiserlichen Garde. Der Thron befindet sich bis heute im Ethnologischen Museum in Berlin.
In der Folgezeit jedoch verschlechterte sich die Lage im Bamun-Land auf Grund der Härten der Kolonisierung durch die Europäer. 1924 wurde König Njoya von den Franzosen, die die Kolonie mittlerweile als Völkerbundsmandat von den Deutschen übernommen hatten, abgesetzt. Erst nach seinem Tode wurde am 25. Juni 1933 sein Sohn wieder inthronisiert.
Seit dessen Tod 1992 bekleidet das Amt des Königs und Sultans der ehemalige Minister Ibrahim Mbombo Njoya als 18. Herrscher der von Nchare Yen begründeten Dynastie.

### Geograf Franz Thorbecke am Hof von König Njoya, König der Bamum
Der Geograf Franz Thorbecke bereiste in den Jahren 1907/08 sowie 1911 bis 1913 Kamerun. Er gelangte bis an den Hof von König Njoya, König der Bamum. Dessen Herrschaftsgebiet lag im Westen von Kamerun. Auf der zweiten Reise wurde Thorbecke von seiner Ehefrau Marie Pauline Thorbecke begleitet, einer Fotografin und Malerin. Zu den Glanzpunkten der Sammlung Thorbecke zählt die Aufsatzmaske des Herrschers Njoya. Ein aufwändig gearbeiteter Leopardenthron ebenfalls aus Bamum wurde von Theodor Seitz, Gouverneur von Kamerun (1907–1910) erworben. Die Sammlung Thorbecke ist Bestand der völkerkundlichen Sammlung der Reiss-Engelhorn-Museen in Mannheim.

## Gesellschaft

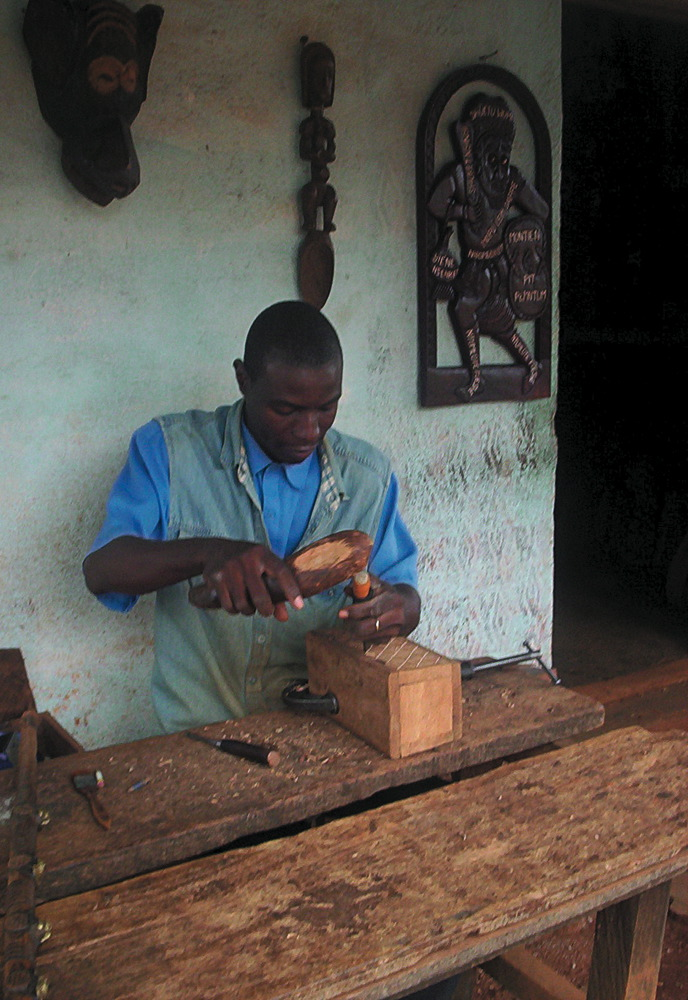
Ein Bamun-Kunsthandwerker bei seiner Arbeit in der Stadt Foumban

Bis heute leben die Bamun wie die meisten Völker Westafrikas in hierarchisierten Strukturen, in denen die Sippe bzw. Familie eine übergeordnete Rolle spielt und zumeist eine größere Bedeutung für die gesellschaftlichen Verhältnisse hat als z. B. der Staat. An der Spitze eines Dorfes, Bezirks oder bestimmten Gebiets steht ein Fon („Chef“), welcher traditionell nur noch vom König als Oberhaupt der ganzen Volksgruppe überragt wird. Da der kamerunische Staat heute weitgehend zentralistisch organisiert ist, haben die traditionellen Oberhäupter heute allerdings überwiegend repräsentativen und beratenden Charakter.
Die Bamun sind überwiegend islamischen Glaubens und ihr König trägt zusätzlich den Titel eines Sultans. Es gibt allerdings auch Christen und Anhänger anderer Religionen unter den Bamun, welche respektiert werden, solange sie die weltliche Hoheit des Königs anerkennen. Das Sultanat Foumban ist das südlichste Sultanat in Kamerun. Der Sultan von Foumban ist eine in Kamerun über das Bamun-Volk hinaus sehr hoch angesehene Persönlichkeit, dessen Rat heute immer noch von weitgehendem öffentlichem Interesse ist.
Die Pflege der kulturellen Tradition und Geschichte hat bei den Bamun eine große Bedeutung. Unter der Herrschaft des Königs Ndschoja (1894 bis 1924), dem der Bamun-Staat auf Grund umfassender Reformen einen wirtschaftlichen und kulturellen Aufschwung verdankt, wurde eine eigene Bamun-Schrift entwickelt, in der Njoya die Geschichte seines Volkes aufschreiben ließ, und ein Nationalmuseum gegründet, welches sich im Sultanspalast von Foumban befindet und heute zu den wichtigsten Museen Kameruns zählt.
Die Bamun gelten in ganz Kamerun als hervorragende Handwerker und sind vor allem für ihre Bronze- und Holzschnitzkunst bekannt.

## Sprache
Die Sprache der Bamun zählt zum tikaroiden Zweig der Mbam-Nkam-Sprachen der Semibantu-Sprachen. Einige Sprecher dieser Sprache bezeichnen sie auch als Schupamem. Der offizielle ISO-Sprachcode ist [bax]. Es existieren einige Dialekte, welche mit den Sprachen Bafanji, Bamali, Bambalang und Bangolan verwandt sind. Um 1895 entwickelte Sultan Njoya eine eigene Schrift, oder genauer: mehrere Schriften, von derer letzte auch „A-ka-u-ku“ genannt wird und einigen Erfolg hatte, bis die französische Kolonialverwaltung ihren Gebrauch unter Strafe stellte und alle Schulen schloss, die sie unterrichtet hatten.